# 静岡県立大井川高等学校
静岡県立大井川高等学校（しずおかけんりつ おおいがわこうとうがっこう）は、静岡県焼津市上新田にあった県立高等学校。1984年開校。愛称は「大高」（だいこう）。2003年に創立20周年を迎えた。2014年に静岡県立吉田高等学校と再編統合され、「静岡県立清流館高等学校」となった。

## 設置学科
- 普通科

## 概要
焼津市南部に存在した公立高校。大半の生徒が焼津市、藤枝市、島田市からの自転車で通学していた。
また、学習事項がきちんと身に付き、学ぶ楽しさを実感できるよう「わかる授業」づくりと「きめ細やかな指導」に特に重視して取り組んでいた。

## 沿革
- 1984年（昭和59年）
  - 4月1日 - 静岡県立大井川高等学校開校。第1学年生徒定員315人・初代校長寺部昭夫。
  - 4月7日 - 開校・入学式、挙行。(大井川高校体育館にて)
- 1985年（昭和60年）
  - 5月31日 - 中庭整備工事完成。
  - 8月31日 - プール完成。
  - 9月14日 - グランド夜間照明完成。
- 1986年（昭和61年）
  - 6月7日 - 校歌発表・記念音楽会。
  - 6月10日 - 創立3周年記念式典・記念講演会。
- 1987年（昭和62年）3月17日 - 第1回卒業式（325人卒業）挙行。
- 1988年（昭和63年）3月2日 - 校歌校碑完成。
- 1992年（平成4年）3月30日 - 弓道場完成。
- 1993年（平成5年）11月11日 - 創立10周年記念式典・記念講演会。
- 1998年（平成10年）4月1日 - 文部省「豊かな心を育む教育推進事業」指定校。
- 2003年（平成15年）11月14日 - 創立20周年記念式典。
- 2004年（平成16年）12月6日 - 初の海外修学旅行「パリ」実施。
- 2013年（平成25年）11月16日　-　創立30周年記念式典
- 2014年（平成26年）3月1日　-　閉校式典

## 統廃合
2014年4月1日、吉田高校との再編統合により、現在の大井川高校の敷地において「静岡県立清流館高等学校」として新たなスタートを迎えた。

## 部活動
- 放送部は少人数ながら全国優勝経験がある。校内で全国優勝を果たした二つの部活のうちの一つ(もう一つは百人一首部)。
- 百人一首部、クラシックギター部などは全国大会出場経験もある。なかでも、百人一首部は高校選手権の団体戦で3回、個人戦で2回の全国優勝経験がある。
- 陸上部は東海大会出場経験がある。
- 吹奏楽部は県大会でも活躍し、中日新聞吹奏楽コンクールで高い評価を受ける。また、2007年（平成19年）11月23日に行われた第15回『静岡県高等学校吹奏楽文化祭』でグランプリを獲得し、2008年8月に『平成20年度全国高等学校総合文化祭群馬大会』へ静岡県代表として出場した。
- 第93回全国高校野球選手権大会静岡大会で野球部がベスト16という成績を残した。
- サッカー部は県大会出場を果たしたことがある。
- JRC＝青少年赤十字（Junior Red Cross）部があり、ボランティアを中心に活動している。
- 委員会として運営している応援団は精力的に活動している。
- 柔道部は個人で全国ベスト8という成績を残した。

## 校歌
題名「大いなる翼」
作詞: 川崎洋
作曲: 三善晃

## 入学生徒
学校が旧大井川町区域と藤枝市、焼津市の市町境にあるため通学範囲は広く、旧大井川町区域や藤枝市・焼津市・島田市・榛原郡吉田町・牧之原市などの生徒が通っていた。

## その他
- 日課はノーチャイム制。
- 修学旅行（平成24年度）はフランス・イタリア・マレーシアの選択制。班別自主研修制をとっている。

現在はフランスの代わりにハワイコース、および国内コースも追加され、4コースからの選択制となっている。
- 堰陵祭(えんりょうさい)と呼ばれる文化祭が毎年6月初め頃に2日間にわたって行われる。堰陵祭のスローガンは、毎年生徒の投票によって決定する。
- 新春恒例の百人一首大会が毎年1月上旬、マラソン大会が1月下旬に行われる。
- 制服はブレザーで、色は鉄紺色。ネクタイは赤が基調で青い線が「大井川のせせらぎ」と称してはいっている。
- 吉田高校との統合化により、福祉科が増設される予定。

## 交通アクセス
- JR藤枝駅北口　藤枝駅前バス停留所(4番乗り場)藤枝吉永線・飯淵ゆき「大井川高校前」下車
- JR藤枝駅南口　バス停留所(のりば)藤枝相良線・相良営業所又は御前崎ゆき「大井川高校前」下車
- 東名高速道路　東名バス「東名大井川」下車